# Болкачевская
Болкачевская — деревня в Шенкурском районе Архангельской области. Входит в состав муниципального образования «Ровдинское».

## География
Деревня расположена в южной части Архангельской области, в таёжной зоне, в пределах северной части Русской равнины, в 50 километрах на юг от города Шенкурска, на левом берегу реки Ваги, на 1 километр ниже впадения в неё притока Пуя. Ближайшие населённые пункты: на западе деревня Высокая Гора, на юге деревня Аксеновская, на востоке, на противоположенном берегу реки, деревня Митинская.
Часовой пояс
Болкачевская, как и вся Архангельская область, находится в часовой зоне МСК (московское время). Смещение применяемого времени относительно UTC составляет +3:00.

## Население
| 2002 | 2010 | 2012 |
| ---- | ---- | ---- |
| 10   | ↗11  | ↘7   |

## История
В деревне находились приходские храмы Усть-Пуйского прихода, образованного в середине XV века. В сотных грамотах указано, что в результате литовских набегов 1619 года храмы были разграблены и пустовали до 1630 года.
Указана в «Списке населённых мест по сведениям 1859 года» в составе Шенкурского уезда(1-го стана) Архангельской губернии под номером «2033» как «Христорождественское(Устьпуйской пог.)». Насчитывала 16 дворов, 52 жителя мужского пола и 66 женского.
В 1882 году в церковной трапезе открывается церковно-приходская школа, в которой учится 6 мальчиков.
В «Списке населенных мест Архангельской губернии к 1905 году» село Болкачевская(Погост) насчитывает 28 дворов, 100 мужчин и 79 женщин. В административном отношении деревня входила в состав Устьпуйского сельского общества Ровдинской волости, в селе находится церковь и школа.
На 1 мая 1922 года в поселении 37 дворов, 78 мужчин и 94 женщины.

## Русская православная церковь
Храмовый комплекс Усть-Пуйского погоста Объект культурного наследия № 2900705000 , состоящий из двух храмов
- Церковь Рождества Пресвятой Богородицы Объект культурного наследия № 2900705001№ 2900705001  памятник архитектуры — деревянная церковь, обшитая тёсом. Построена в 1794—1795 годах. Представляет собой четверик с пятигранным алтарём и небольшой трапезной. В советское время венчания были сломаны и сделана двускатная кровля[10][11].
- Церковь Рождества Христова Объект культурного наследия № 2900705002№ 2900705002  памятник архитектуры — деревянная двухэтажная церковь 1769 года постройки. Изначально была построена на берегу реки Пуя и перенесена в 1877 году в деревню Болкачевскую. Представляет собой двусветный четверик, первоначально имевший шатровое завершение, с широким пятигранным алтарём и трапезной. Над трапезной построена восьмигранная колокольня. В советское время венчание основного объёма было сломано и сделана четырёхскатная кровля[12][13].